# Kreuzkröte
Die Kreuzkröte (Epidalea calamita, Syn. wissenschaftlich nicht mehr gültig: Bufo calamita, Bufo cruciatus, Bufo portentosus) ist die einzige Art der neuen Gattung Epidalea innerhalb der Familie der Kröten (Bufonidae). Sie ist in West-, Nordost- und Mitteleuropa verbreitet. Die Kreuzkröte ist im Anhang IV der Fauna-Flora-Habitat-Richtlinie gelistet und damit europaweit streng geschützt.

## Merkmale
Die Männchen erreichen je nach Alter eine Körpergröße von vier bis sechs Zentimetern, die Weibchen von fünf bis sieben Zentimetern. Der Rücken ist auf hellerem Grund braun- oder olivfarben marmoriert. Die Hautoberfläche ist trocken und warzig. Die großen Warzen sowie die Parotiden am Hinterkopf sind rötlich gefärbt. Über ihr „Kreuz“ (den Rücken) zieht sich in der Regel eine dünne gelbe Längslinie. Der Körper ist gedrungen, der Kopf nach vorne stark abfallend, die Schnauze gerundet, die Pupille waagerecht elliptisch, die Iris zitronengelb bis grünlich. Vorder- und Hinterbeine sind relativ kurz, so dass Kreuzkröten selten hüpfen, sondern sich charakteristischerweise mausartig krabbelnd vorwärts bewegen. Der hellgraue Bauch weist ein leichtes Muster auf, das zur Individualerkennung dienen kann.

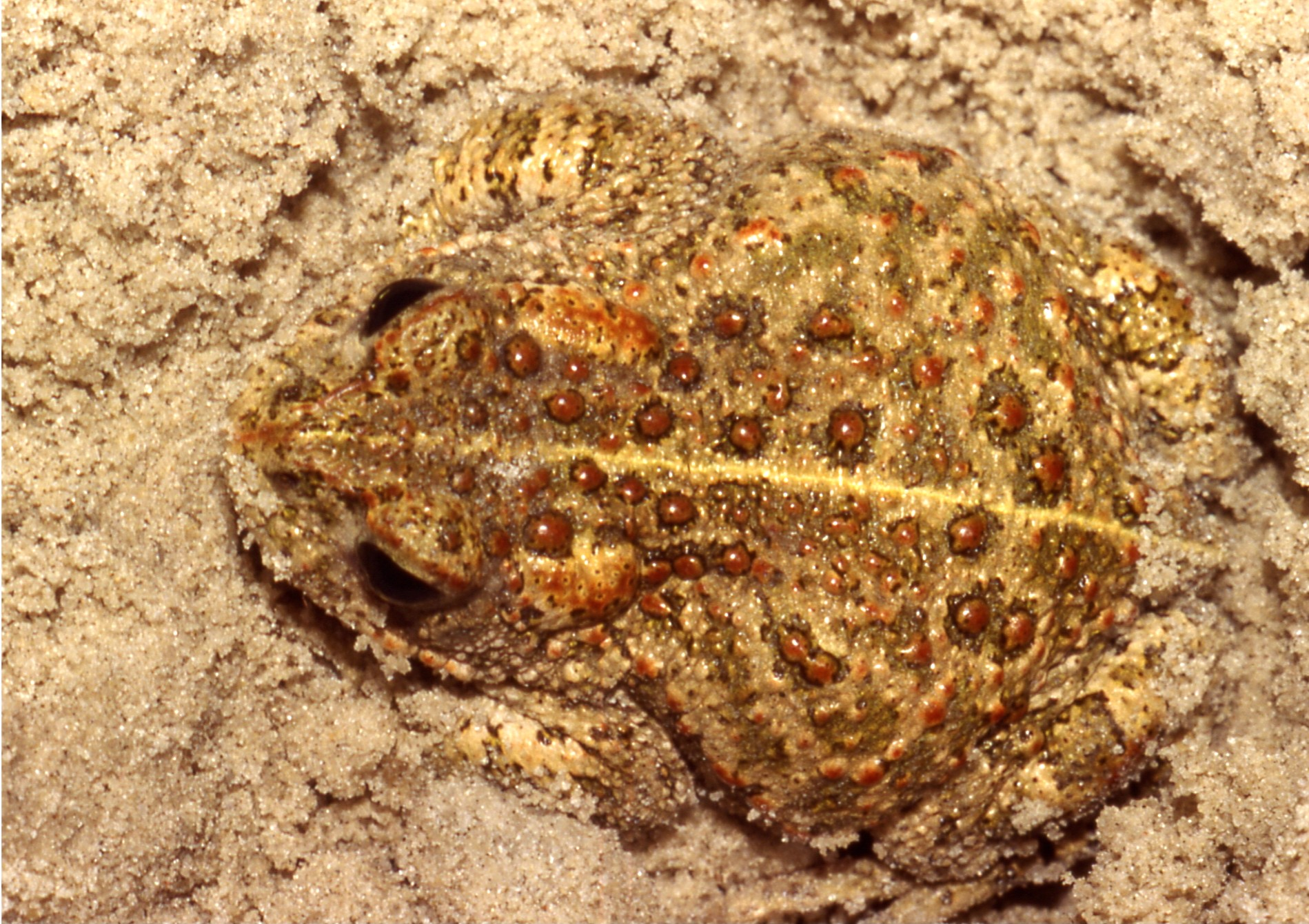
Charakteristisches Zeichnungsmuster des Rückens mit gelber Längslinie, dunkelroten Warzen und hellrötlichen Ohrdrüsen
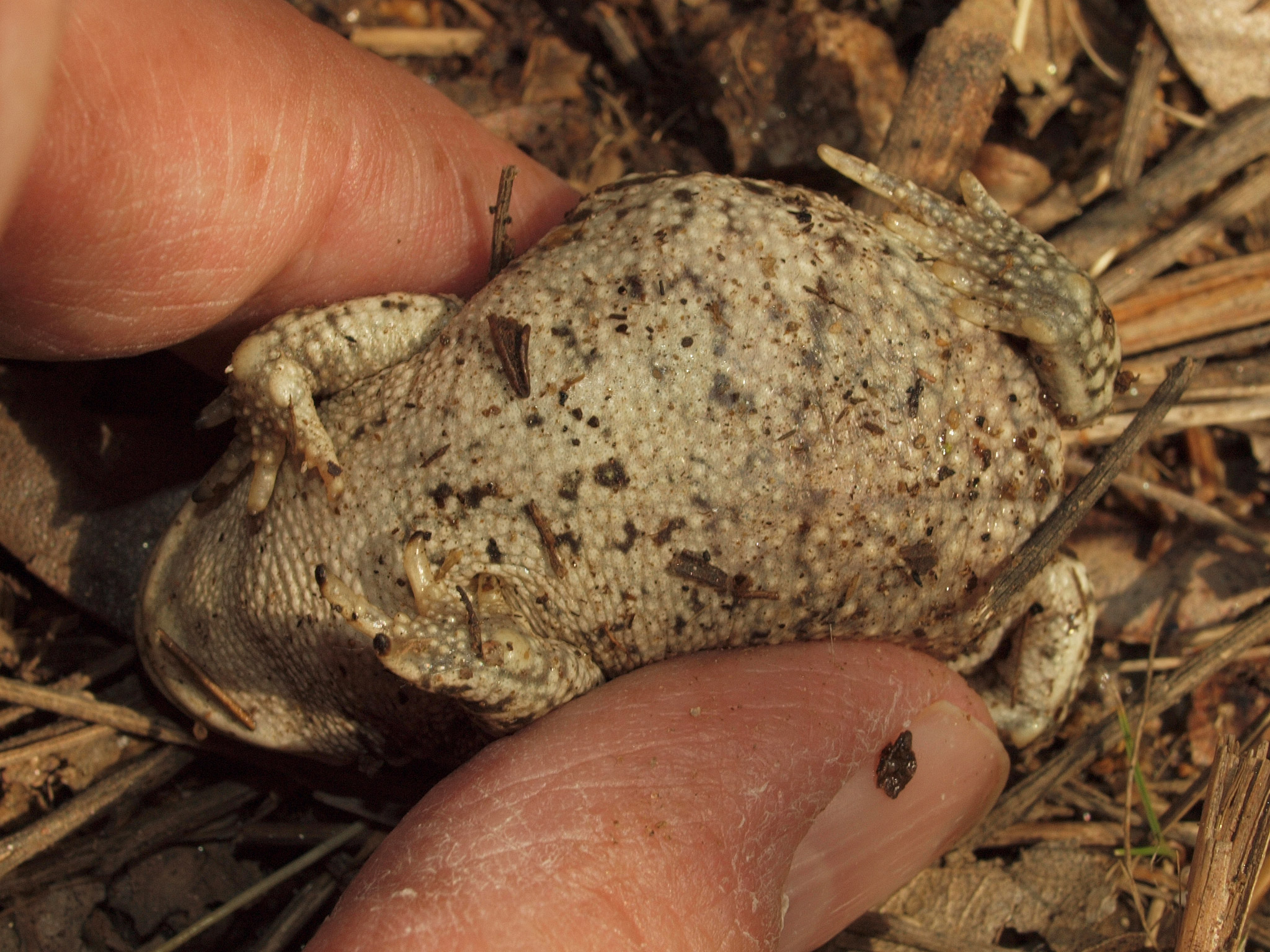
Hellgrauer Bauch mit schwachem Muster
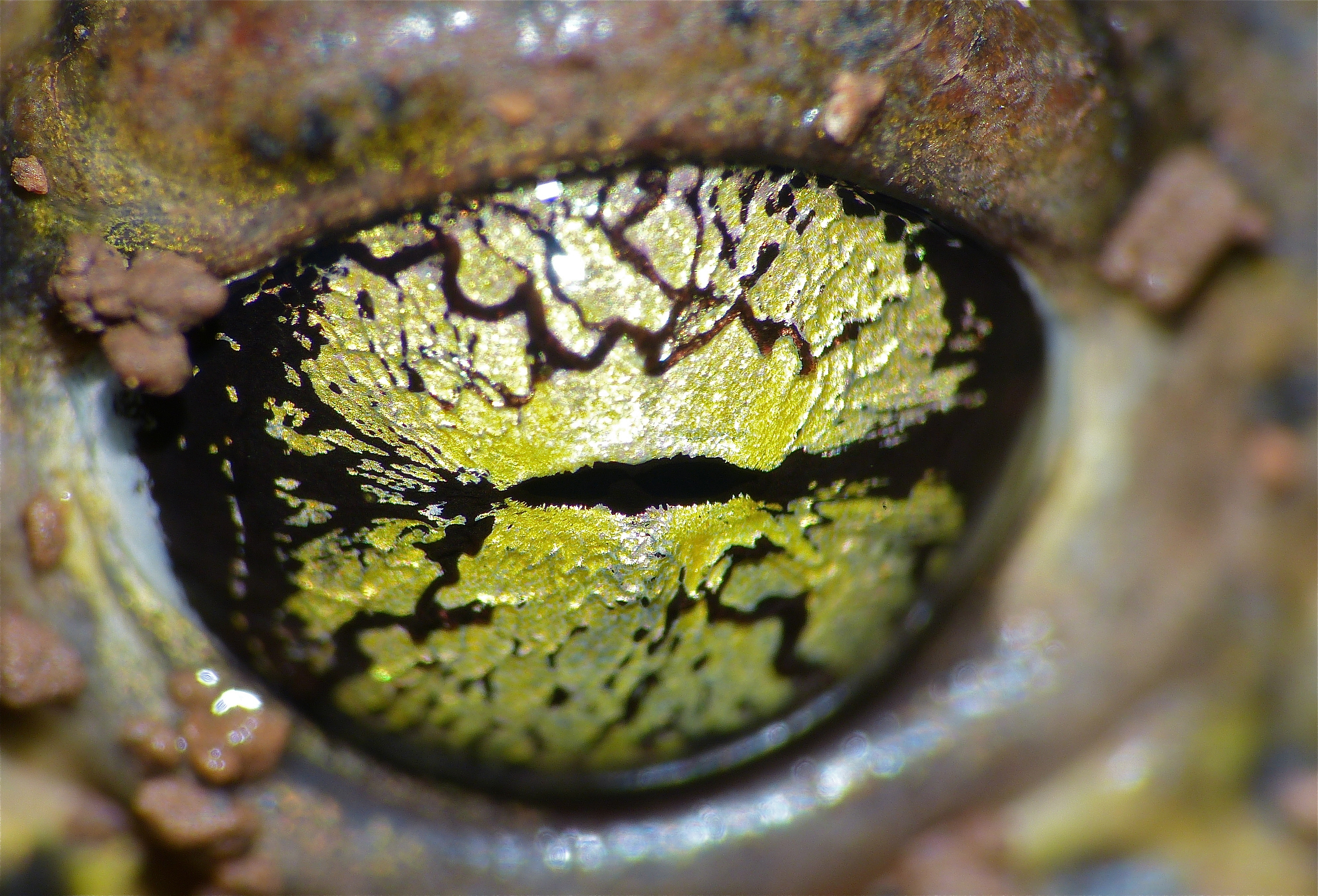
Gelblich-grün gefärbte Iris

Spanische Kreuzkröten erreichen wohl größere Körperlängen als mitteleuropäische, so berichten Flindt & Hemmer (1972) von Maximalgrößen bis zu 78 mm bei weiblichen Exemplaren beziehungsweise 77 mm bei Männchen. Kreuzkröten werden in ihrem natürlichen Lebensraum 7–9 Jahre alt, nur in einer Ausnahmepopulation in Südengland betrug die realisierte Lebenserwartung in einem Einzelfall 17 Jahre.

## Verbreitung

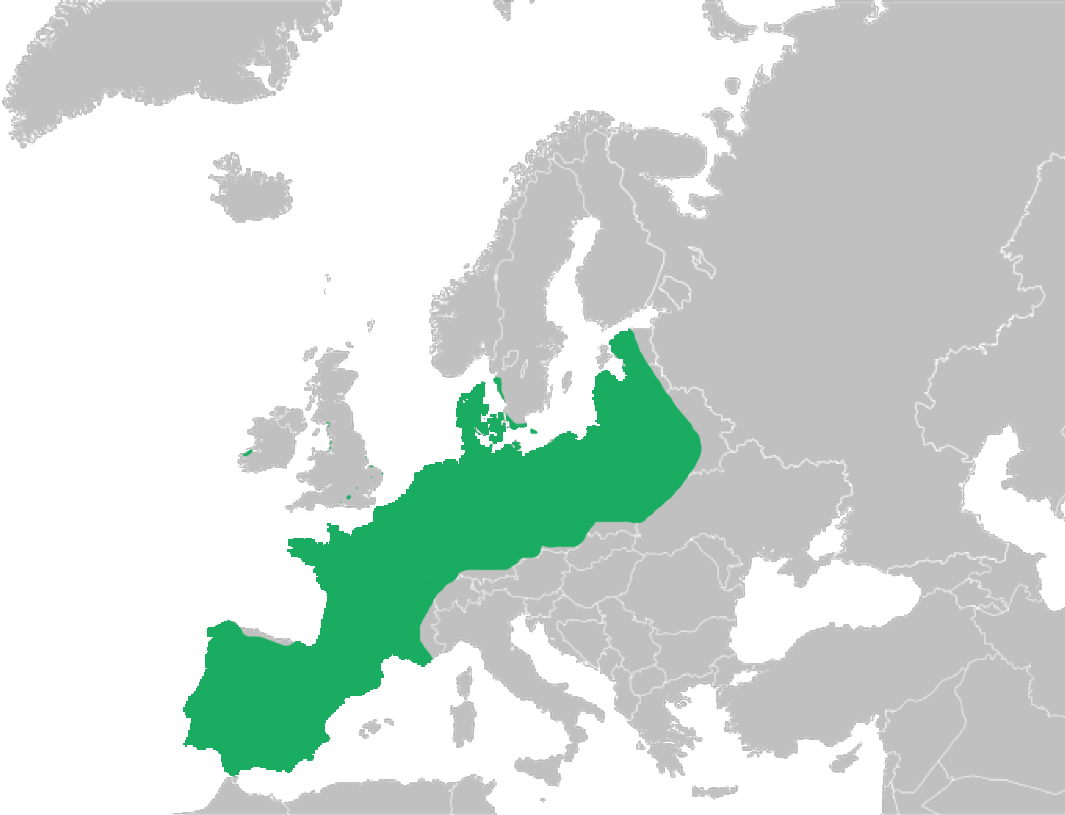
Verbreitungsgebiet der Kreuzkröte in Europa

Die europäische Verbreitung der Art erstreckt sich in West-, Mittel- und Nordosteuropa – von der Iberischen Halbinsel über die Südspitze Schwedens bis ins Baltikum sowie nach Belarus und der Ukraine. Auf den Britischen Inseln existieren nur wenige isolierte Vorkommen (u. a. bei Southport), meist an den sandigen Küstenlinien. In Irland ist E. calamita als einzige Krötenart vertreten.

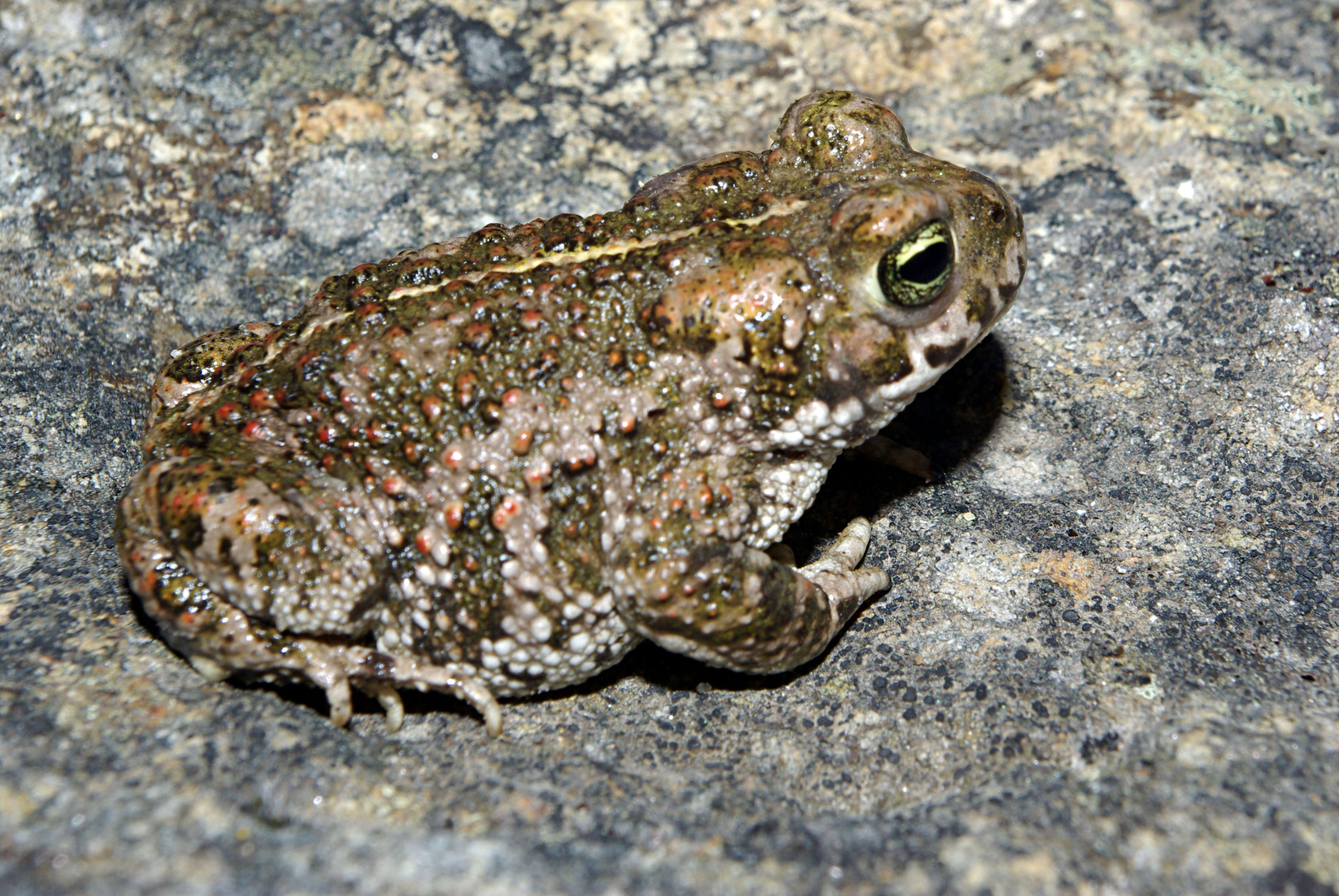
E. calamita aus der Umgebung von Badilla, Spanien
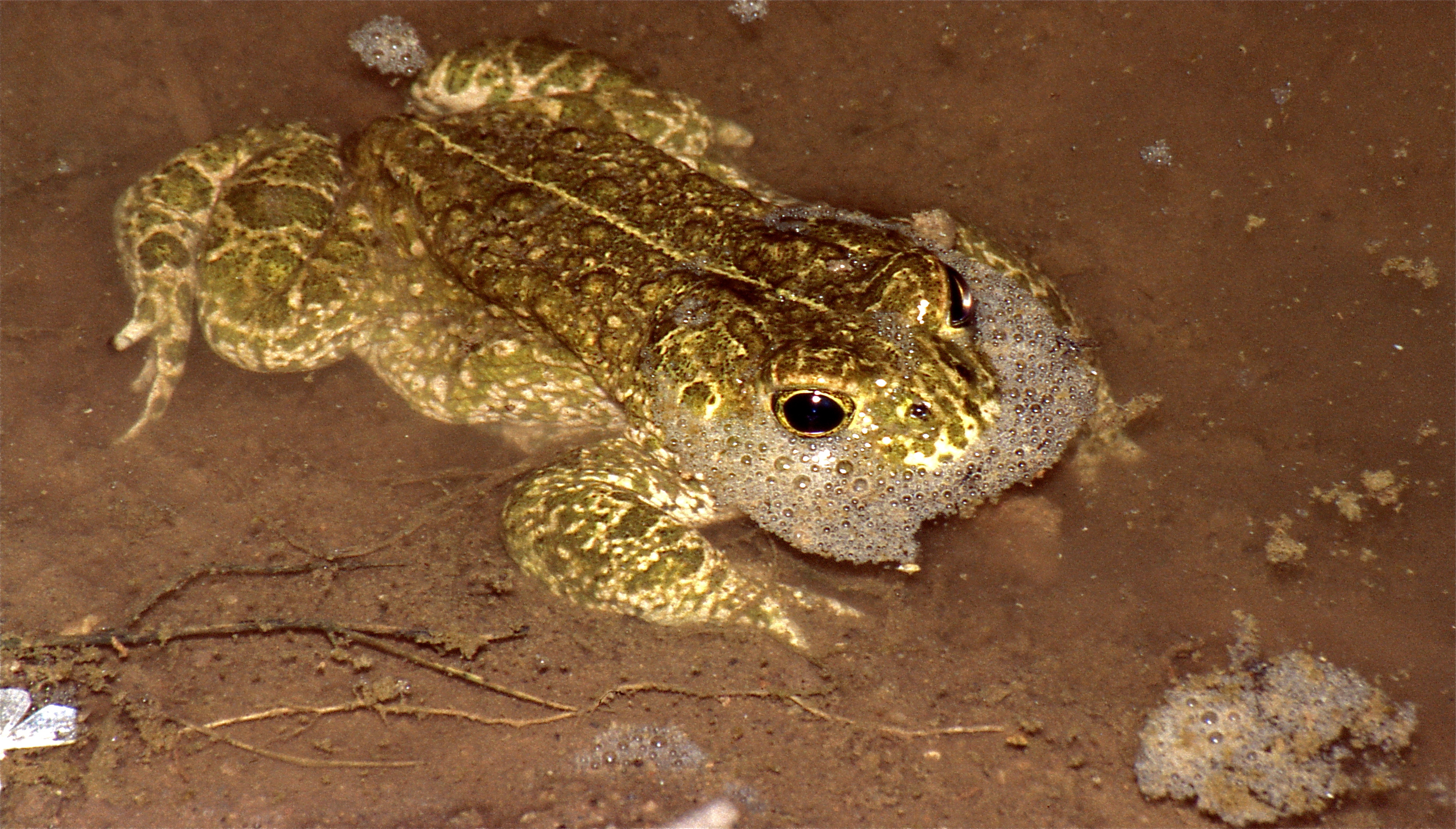
E. calamita, Naturpark Cabo de Gata-Níjar, Provinz Almeria, Andalusien
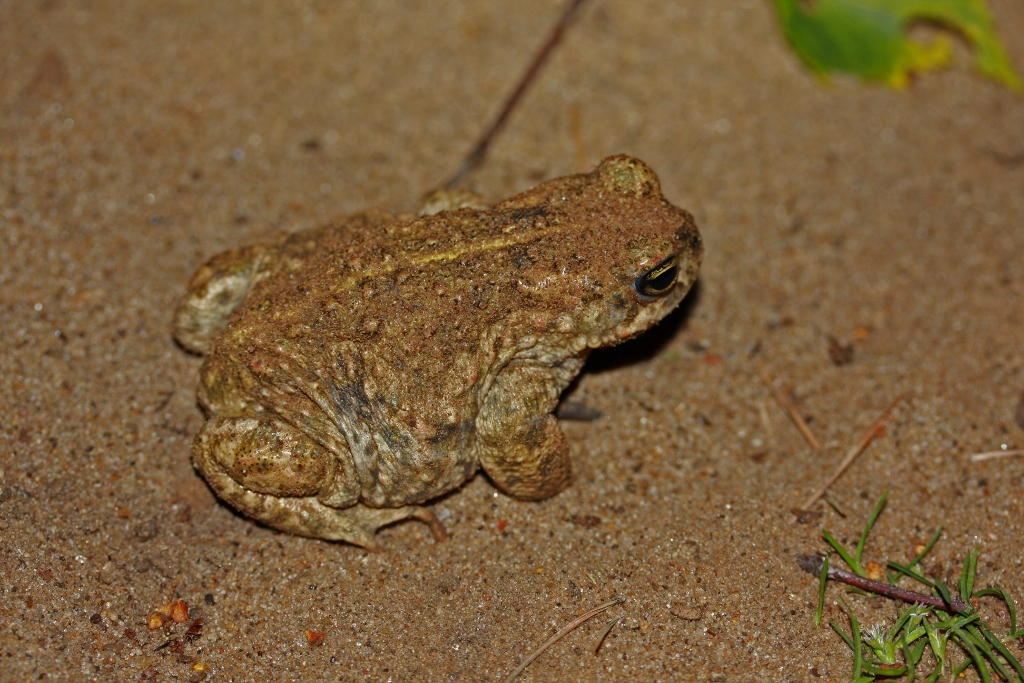
E. calamita, England

In Deutschland kommt die Kreuzkröte – allerdings zerstreut und unstetig – in weiten Teilen vor; Lücken gibt es vor allem in Mittelgebirgen. In vielen Regionen sind die Bestände offenbar rückläufig. Auf manchen Nordseeinseln (z. B. Sylt) mit Dünenlandschaften ist die Kreuzkröte die häufigste Amphibienart. Entgegen früheren Vermutungen liegt dies jedoch nicht an einer besonders hohen Salztoleranz, sondern daran, dass die Dünen und sandigen Vorländer der Kreuzkröte hier einen Vorteil gegenüber anderen Amphibienarten gewähren. Die Besiedelung der Ostseeinseln ist für die Art kein Problem, liegt doch der Salzgehalt der Ostsee deutlich unter dem Niveau der Nordsee. In Nordrhein-Westfalen liegt der Verbreitungsschwerpunkt im Tiefland, hier im Bereich des Rheinlandes sowie im Ruhrgebiet. Der Gesamtbestand wird auf etwa 500 Vorkommen geschätzt (Stand: 2015).

## Lebensraum
Ebenso wie die Wechselkröte ist die Kreuzkröte eine Pionierart warmer, offener Lebensräume in Gebieten mit lockeren und sandigen Böden. Das Vorhandensein vegetationsarmer bis -freier Biotope mit ausreichenden Versteckmöglichkeiten als Landlebensraum sowie kaum bewachsener Flach- und Kleingewässer als Laichplätze sind Voraussetzungen für ihre Existenz. Dabei toleriert sie auch einen gewissen Salzgehalt im Laichgewässer. Diese Eigenschaft ermöglicht die Besiedelung küstennaher Lebensräume, wie Dünen und Salzwiesen.

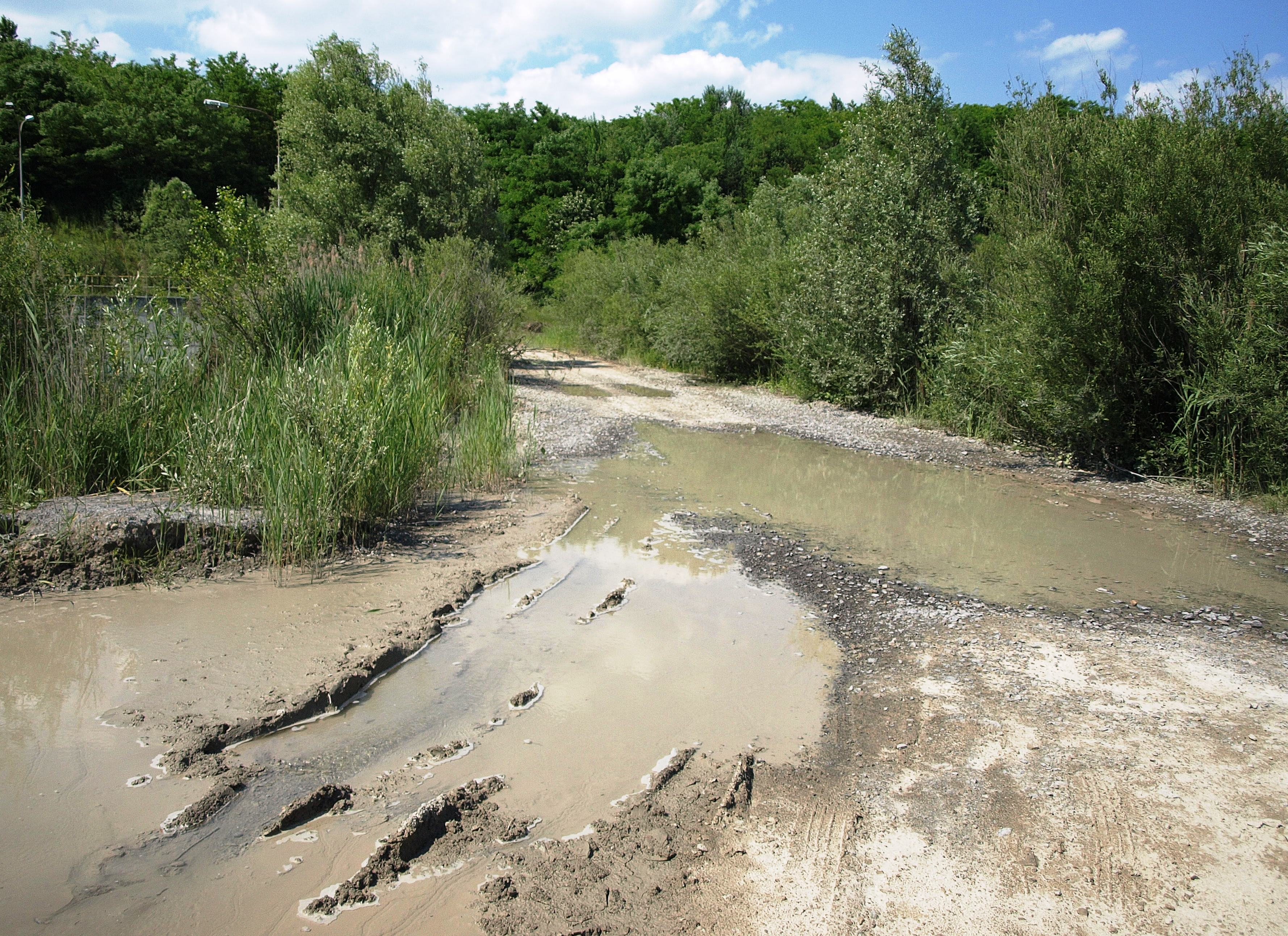
Flach- und Kleingewässer sind ideale Laichplätze
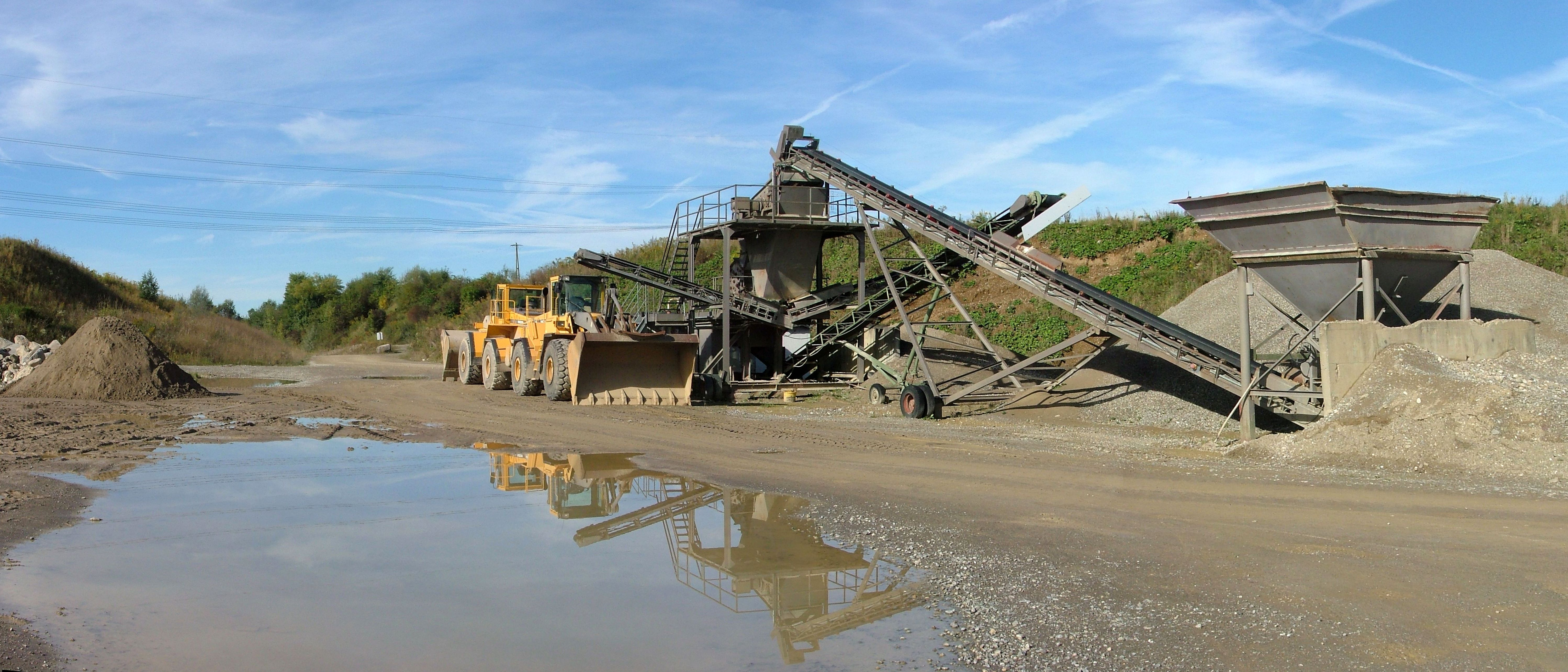
Kiesgruben dienen als Lebensraum und Laichplatz
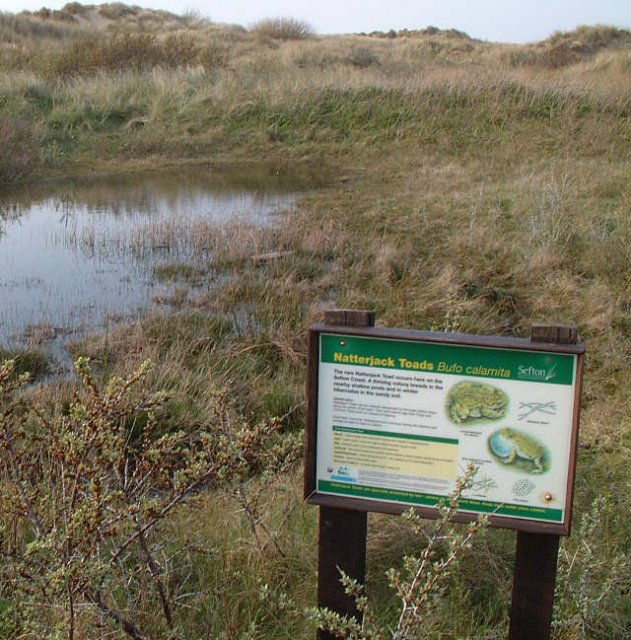
Hinweistafel auf Kreuzkröten, Küstendüne bei Southport (England)

Die Bevorzugung flacher Kleinstgewässer für das Absetzen der Laichschnüre birgt einerseits die Gefahr der Austrocknung, bevor die Larven ihre Metamorphose vollendet haben. Andererseits bieten solche Habitate den Vorteil, dass sie sich rasch erwärmen und keine Fressfeinde wie Fische im Wasser vorhanden sind. Der laute Ruf der Kreuzkröten ist an die Paarung in jährlich wechselnden Gewässern angepasst – die Partnerin muss nicht nur zur männlichen Kröte, sondern auch zum entsprechenden unbekannten Gewässer gelockt werden. Besiedelt werden aufgelassene Abgrabungsflächen, Binnendünen, Bergbaufolgelandschaften, Brachen, Baugelände, Truppenübungsplätze, Küstendünen, Salzwiesen sowie Ruderalflächen im menschlichen Siedlungsbereich. Selbst in strukturarmen Agrarlandschaften wird die Art manchmal angetroffen, sofern geeignete Laichhabitate zur Verfügung stehen. Bei den genannten Habitaten handelt es sich um sogenannte Sekundärbiotope. Die Kreuzkröte ist ursprünglich eine Art der heute durch Begradigung und Eindämmung der Flussläufe und dem Bau von Stauwerken sehr selten gewordenen Auenlandschaften, in denen sie auf offenen, trocken-warmen, meist sandigen Standorten optimale Fortpflanzungsbedingungen vorfindet.

## Fortpflanzung
Die Männchen erzeugen zur Laichzeit mit Hilfe einer blau gefärbten, großen, kehlständigen Schallblase laute Paarungsrufe, um fortpflanzungswillige Weibchen auf sich aufmerksam zu machen. Die Rufserien lassen sich als metallisch lautes Rätschen („ärr … ärr … ärr“) umschreiben. Nächtliche Kreuzkröten-Rufchöre sind manchmal fast zwei Kilometer weit zu hören. In Mitteleuropa liegt die Hauptrufperiode im April und Mai. Je nach Witterungsverlauf ist auch ein früherer Rufbeginn (Ende März) möglich. Selbst in den Sommermonaten – ausgelöst durch ausgiebige Regenphasen – können weitere Ruf- und Laichperioden stattfinden. Nach der nächtlichen Eiablage verlassen die Weibchen den Laichplatz. Die Männchen dagegen verbleiben noch mehrere Tage am Gewässer.
Die ein- oder zweireihigen, perlenkettenartigen, ein bis zwei Meter langen Laichschnüre werden im Flachwasser direkt auf dem Gewässerboden abgelegt, ohne Bezug zu Pflanzenstängeln oder anderen Vertikalstrukturen. Im Frühstadium sind sie nicht von denen der Erdkröte zu unterscheiden, die dafür aber im zeitigen Frühjahr (Februar/März) ablaicht und die Eischnüre bevorzugt an etwas tieferen Wasserstellen zwischen Stängeln und untergetauchten Ästen verankert. Die Anzahl der schwarzen Eier beträgt zwischen 2800 und 4000, der Eidurchmesser liegt bei einem bis 1,7 Millimetern. Nach dem Verlassen der Eihüllen verharren die Larven noch eine Zeitlang auf der Oberfläche der allmählich zerfallenden Laichschnur. In diesem Stadium sind sie noch nicht zur Nahrungsaufnahme fähig. Als Nahrungsquelle dient ihr Dottersack.

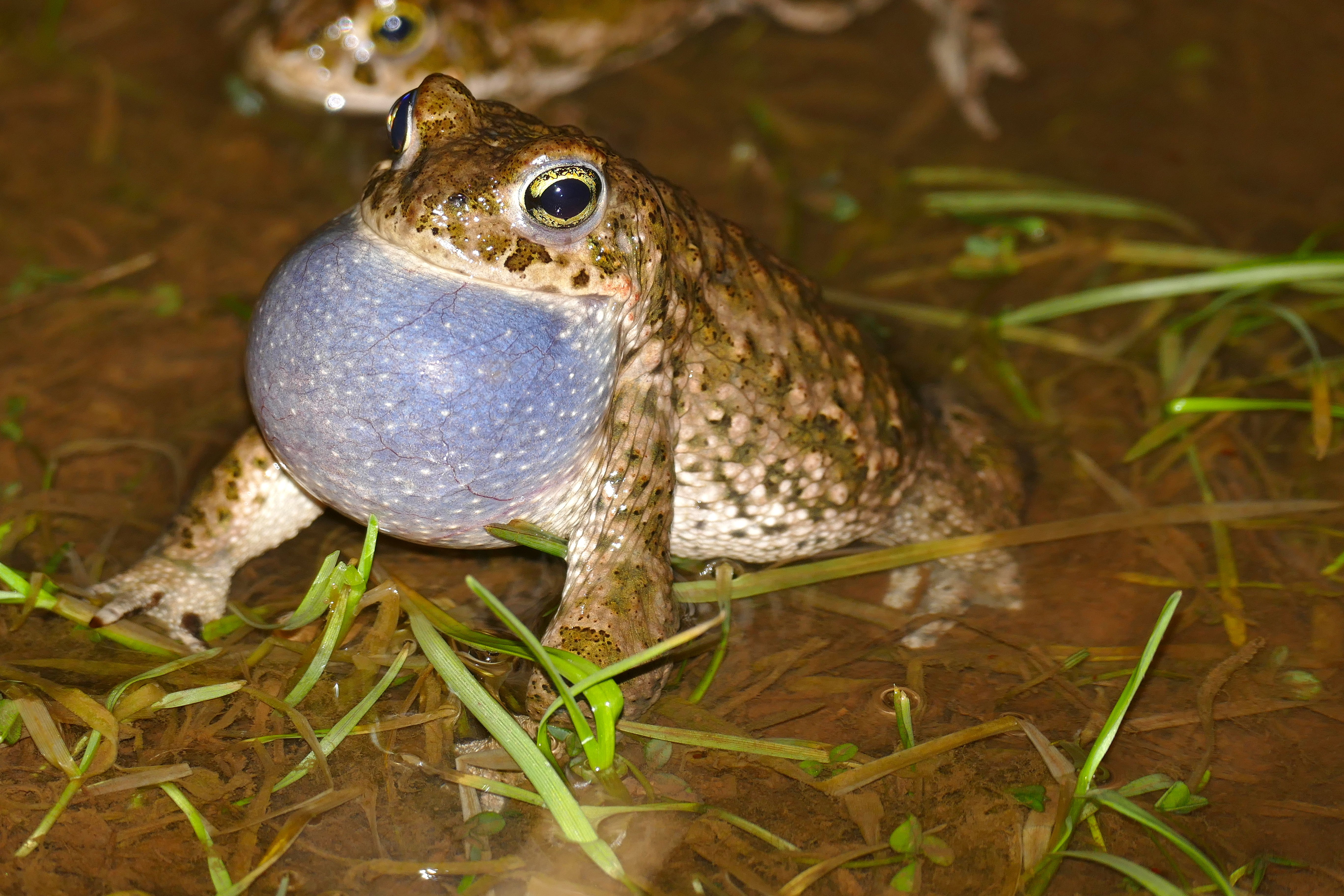
Bei Nacht rufendes Männchen mit Kehl-Schallblase
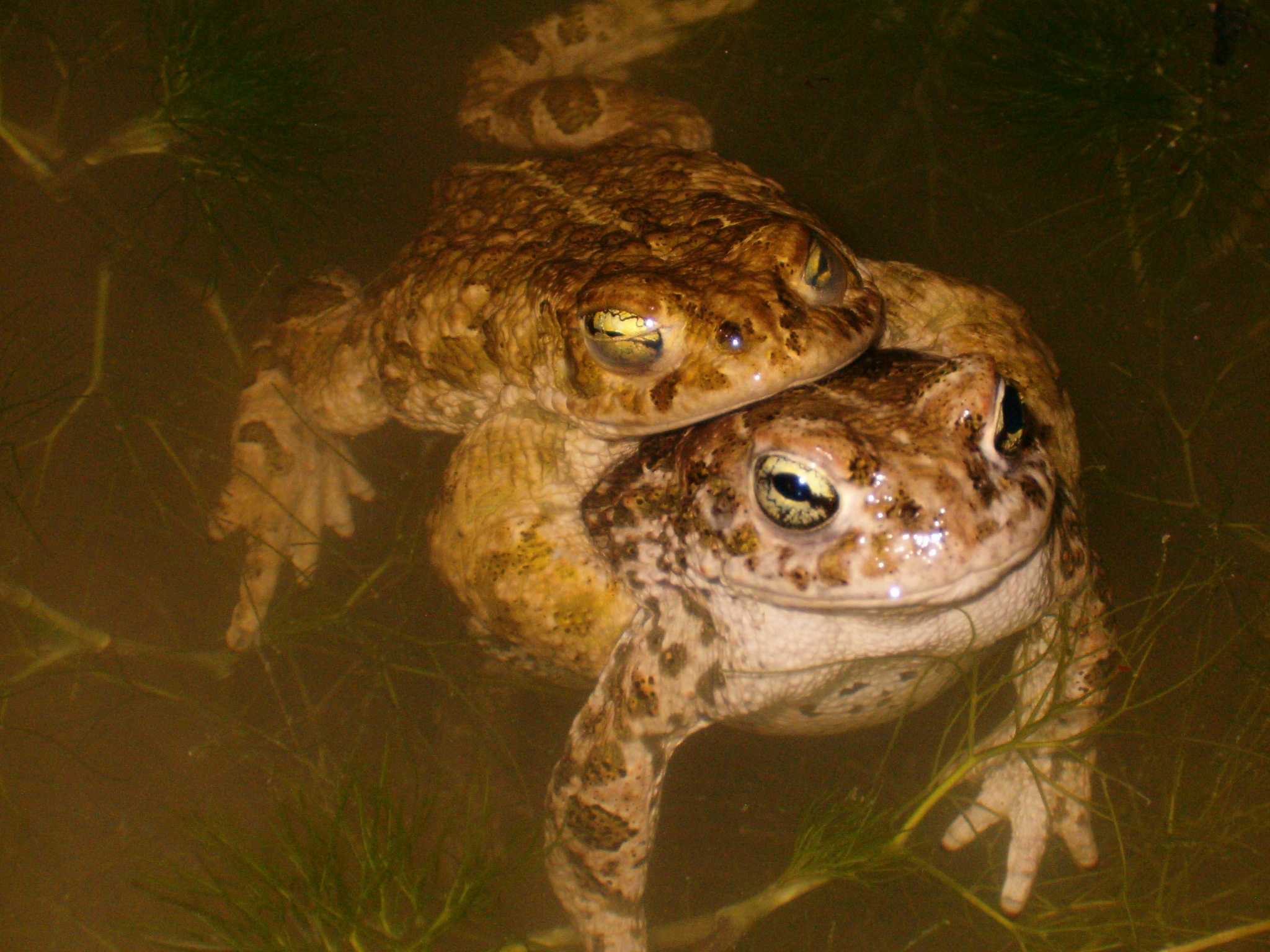
Kreuzkrötenpaar in Amplexus
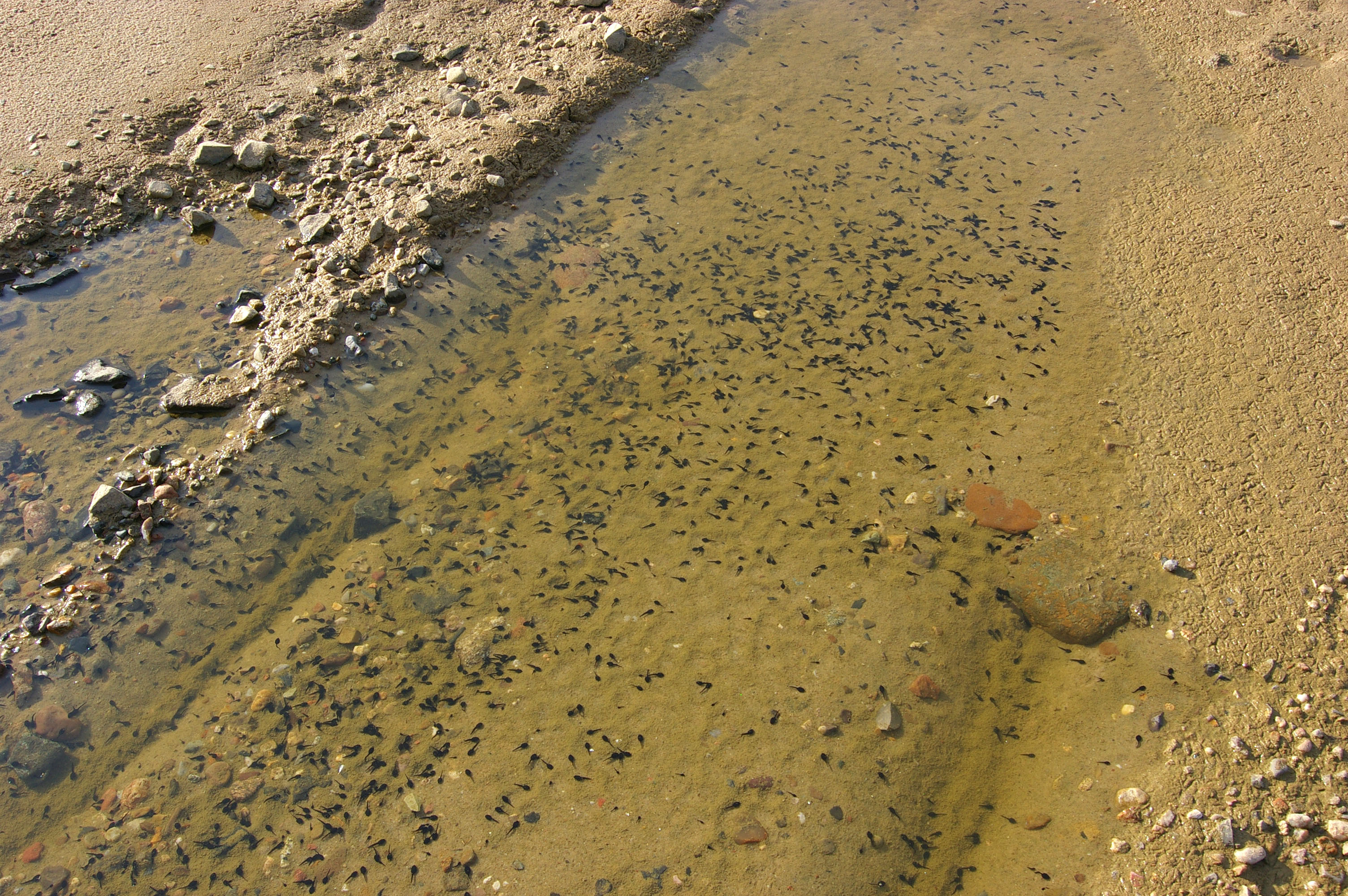
Pfütze mit Kreuzkröten-Kaulquappen in einer Kiesgrube
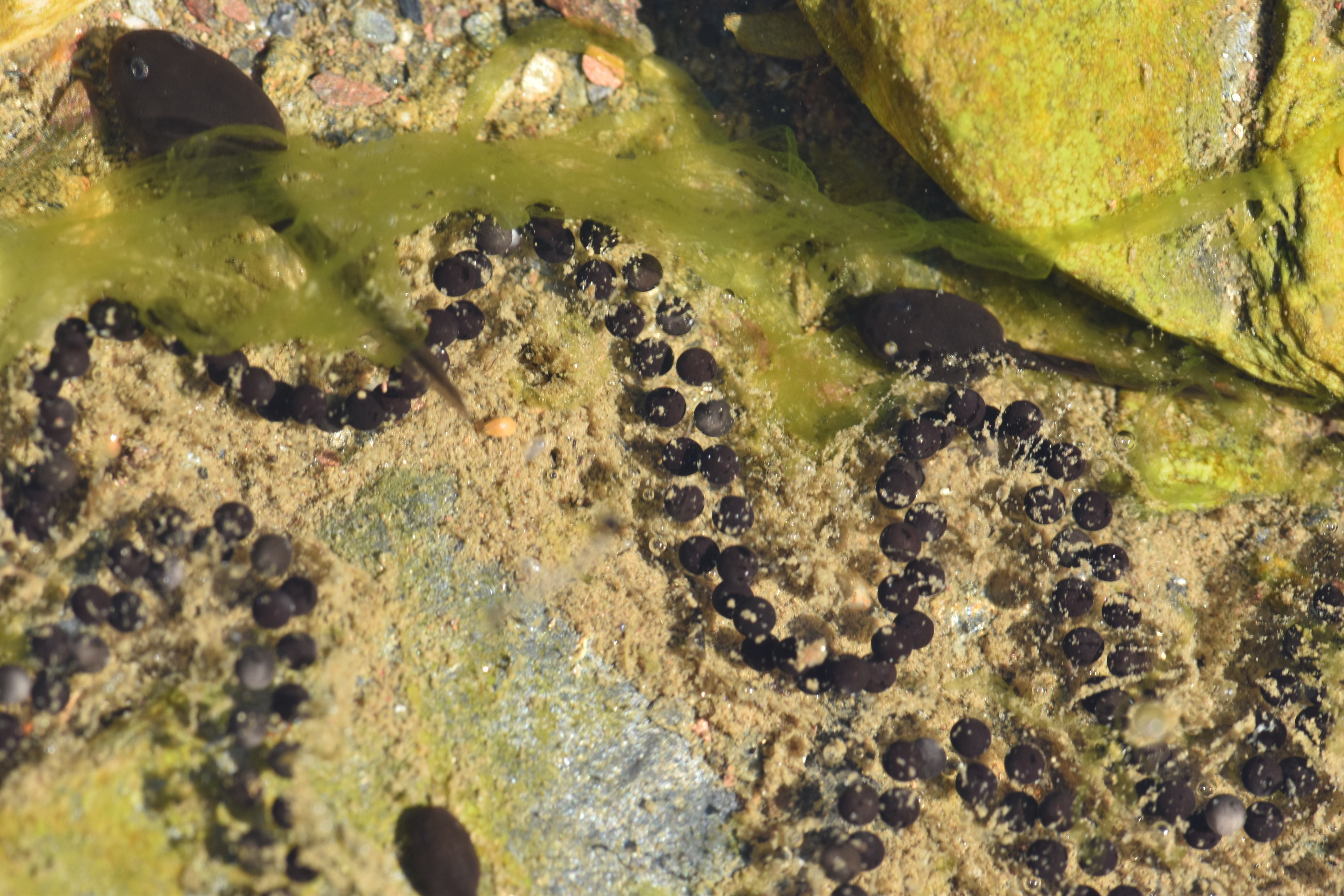
Laich und Larven der Kreuzkröte
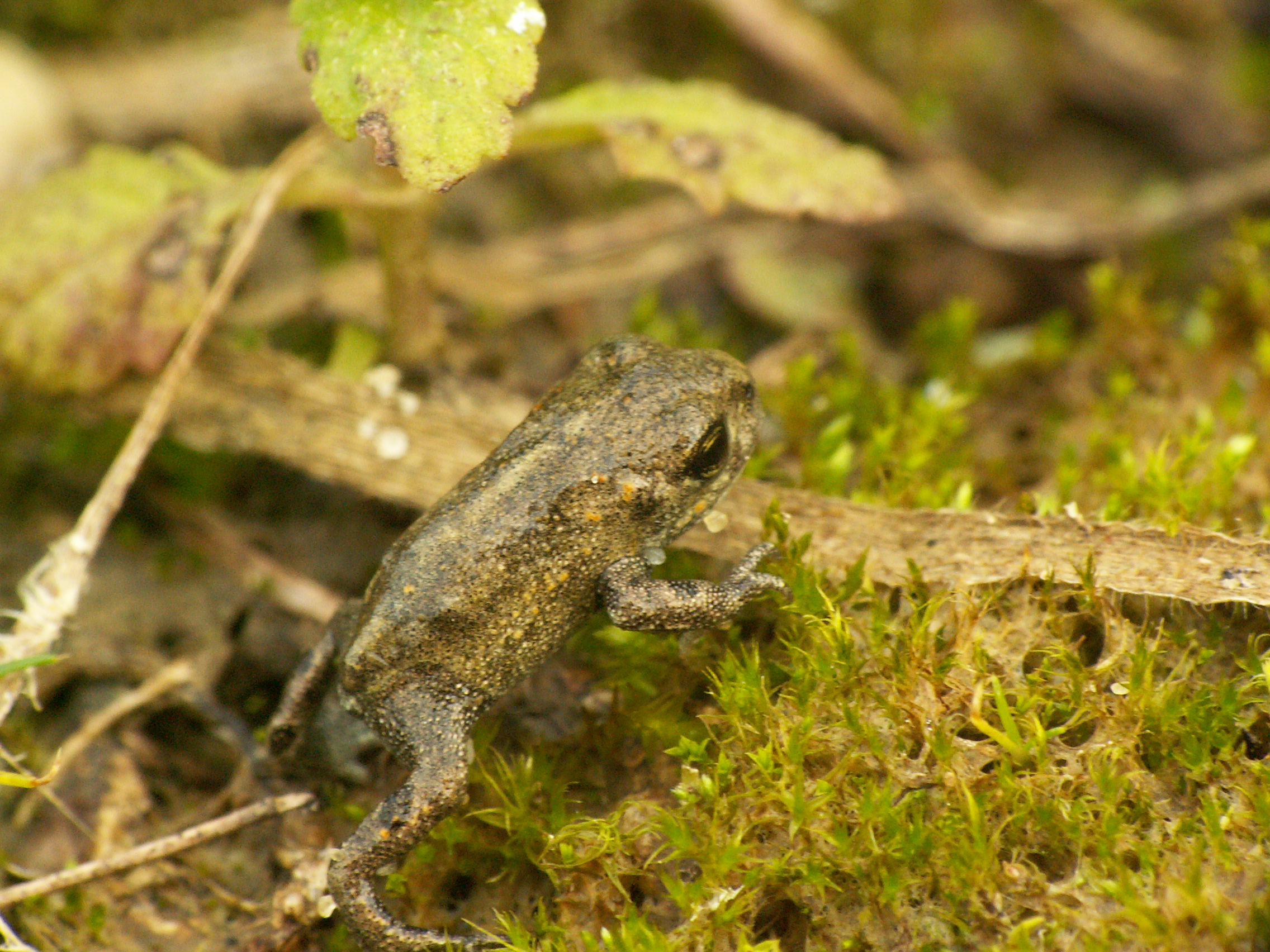
Kreuzkröte kurz nach der Metamorphose
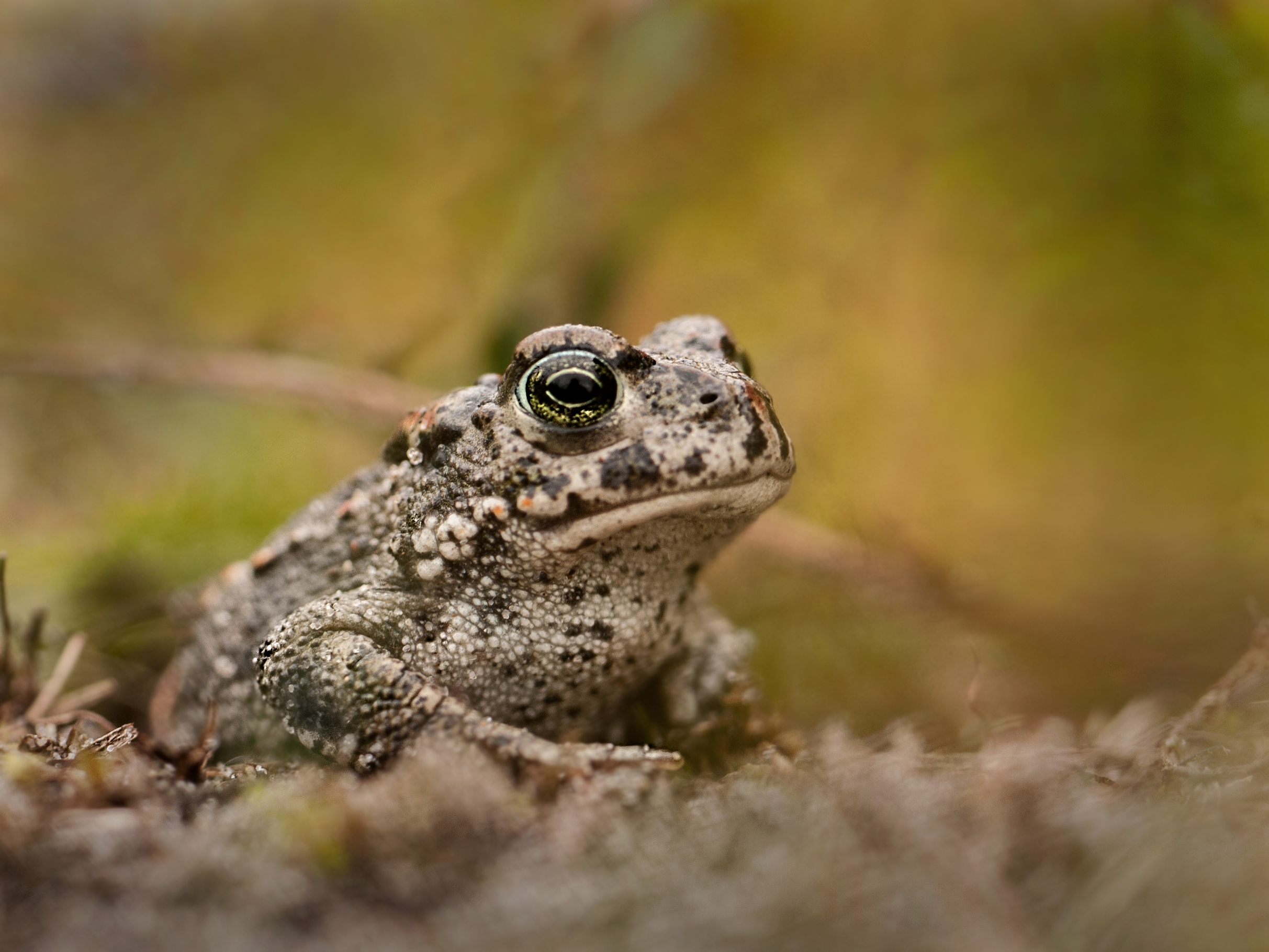
Jungtier

Bei günstigen Umweltbedingungen benötigen Kreuzkröten-Kaulquappen nur drei bis sechs Wochen bis zur Metamorphose. Die Dauer der Larvalentwicklung wird von der Wassertemperatur, dem Nahrungsangebot, der Konkurrenzdichte mit anderen Larven sowie der ggf. drohenden Austrocknung des Gewässers beeinflusst. Als minimale Entwicklungsdauer im Freiland gelten 17 Tage, und maximal kann diese zwischen 84 und 100 Tagen betragen. Für frisch metamorphosierte Kröten finden sich meist Reste von Arachniden (Acari) im Kot. Bei älteren Juvenilen weisen insbesondere Chitinstrukturen von Formicidae auf deren Verzehr hin.
Die Lebenserwartung von Kreuzkröten beträgt im Mittel 5 Jahre, in Ausnahmen auch bis zu 12 Jahren. Die Geschlechtsreife erreichen die Tiere nach dem 2. Winter.

## Gefährdung und Schutz
Als Pionierbesiedler vegetationsarmer Trockenbiotope mit kleineren, meist temporären Wasseransammlungen sind Kreuzkröten in Deutschland mangels geeigneter Lebensräume existentiell bedroht. Besonders betroffen sind sie von Eingriffen wie Rekultivierung oder Umnutzung von Brachland und ehemaligen Bodenabbaustätten. Eine neuartige Gefährdung stellen nächtliche Ernte- oder sonstige Feldarbeiten dar. Vor allem Nebenerwerbs-Landwirte oder Lohnunternehmer weichen zeitweise zur Verrichtung der Arbeit in die Nachtstunden aus. Dämmerungsaktive Amphibien sind dadurch erhöhter Gefahr durch Überfahren oder Ausmähen im Landlebensraum ausgesetzt. Da die natürlichen Flussauen in Mitteleuropa überwiegend durch Begradigungen und Deichbau in ihrer hydrologischen und oberflächenstrukturellen Dynamik stark beeinträchtigt sind, können keine natürlichen Lebensräume für Kreuzkröten und andere Pionierarten mehr entstehen.
Damit sich die Gefährdungssituation der Art nicht verschärft, müssen bestehende Naturschutzmaßnahmen fortgesetzt sowie weitere Schutzprojekte vor Ort ergriffen werden.
Gesetzlicher Schutzstatus (Auswahl)

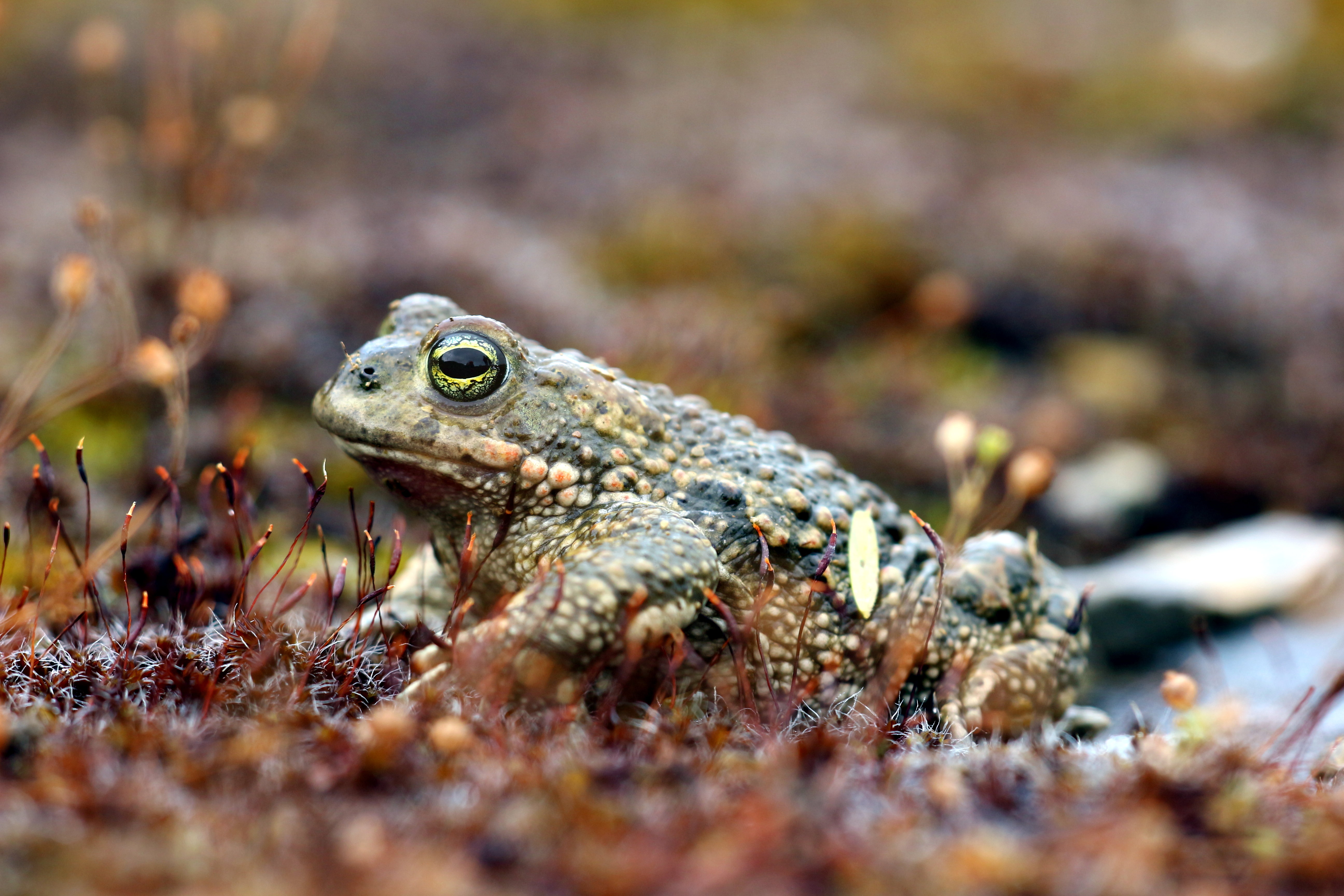
Kreuzkröte im NSG Grainberg-Kalbenstein und Saupurzel, Freistaat Bayern

- Fauna-Flora-Habitat-Richtlinie (FFH-RL): Anhang IV (streng zu schützende Art)
- Bundesnaturschutzgesetz (BNatSchG): Streng geschützt

Rote Liste-Einstufungen (Auswahl)
- Rote Liste Bundesrepublik Deutschland: Stark gefährdet
  - Rote Liste Bayern: Stark gefährdet[11]
  - Rote Liste Hessen: Stark gefährdet[12]
  - Rote Liste Nordrhein-Westfalen: Gefährdet[7]
  - Rote Liste Saarland: Stark gefährdet[13]
  - Rote Liste Sachsen: Stark gefährdet
  - Rote Liste Thüringen: Gefährdet[14]

- Rote Liste Österreichs: CR (entspricht: vom Aussterben bedroht)
- Rote Liste Schweiz: EN (entspricht: Stark gefährdet)
- Rote Liste IUCN LC („Least Concern“: Nicht gefährdet), Stand: 2008[15]

Deutschland ist gemäß den Kriterien der Verantwortlichkeitseinstufung der Roten Liste in hohem Maße für die weltweite Erhaltung dieser Art verantwortlich.
Die Kreuzkröte ist eine Art des Anhangs IV der Fauna-Flora-Habitat-Richtlinie und mit ihrer Verabschiedung seit 1992 europaweit streng geschützt. Die Arten des Anhangs IV haben in der Umsetzung der Richtlinie ein besonderes Gewicht. Gemäß dem Wortlaut dürfen auch ihre „Lebensstätten“ nicht beeinträchtigt oder zerstört werden.
In Teilen von Großbritannien und Spanien stellt die Chytridiomykose eine weitere aktuelle Bedrohung dar.